# Christen Sørensen Longomontanus
Christen Sørensen, anche noto in latino come Christianus Severini Longomontanus  (Longberg, 4 ottobre 1562 – Copenaghen, 8 ottobre 1647), è stato un astronomo danese.
Il cognome Sørensen (in latino Severini, cioè "figlio di Severino") è un patronimico secondo l'uso dei popoli scandinavi. L'appellativo Longomontanus non è un cognome, ma indica in latino soltanto la sua provenienza dal villaggio danese di Longberg (o Langbjerg oggi Lomborg) nei pressi di Lemvig nella regione dello Jutland in Danimarca. Di fatto, però, "Longomontano" o "Longberg" vengono spesso utilizzati come cognomi in molte enciclopedie.

## Biografia
Figlio di agricoltori di Longberg nello Jütland, Christen Sørensen nacque il 4 ottobre 1562. Suo padre, di nome Søren (da cui il patronimico Sørensen), morì quando aveva solo otto anni. Un vecchio zio lo adottò e lo fece educare a Lemvig, ma dopo tre anni di scuola lo rimandò a casa dalla madre, che aveva bisogno del suo aiuto per il lavoro nei campi, a patto che il giovane potesse continuare i suoi studi nei mesi d'inverno con il patrocinio del parroco del villaggio.
Questa situazione durò fino al 1577, quando il suo desiderio di ampliare i suoi studi lo indusse a fuggire a Viborg. Dopo avervi frequentato la scuola secondaria pagando la retta con il proprio lavoro ed eccellendo nel calcolo, si trasferì nel 1588 a Copenaghen, dove nel 1589 incontrò Tycho Brahe. Diventò allora suo collaboratore nel grande osservatorio di Uraniborg e vi prestò servizio per circa otto anni.
Quando Tycho lasciò la Danimarca, ottenne anch'egli il permesso di lasciare Copenaghen (1º giugno 1597) per studiare presso l'università di Rostock in Germania. Nel gennaio 1600 raggiunse Tycho a Praga e vi restò sino ad agosto per completare la teoria del moto lunare. Tornato a Rostock vi prese la laurea e poi tornò in Danimarca, dove trovò lavoro presso Christian Friis, cancelliere della Danimarca. Nel 1603 divenne direttore della scuola di Viborg, ma dopo due anni ottenne una cattedra all'Università di Copenaghen. Nel 1607 passò alla cattedra di matematica; posizione che mantenne fino alla sua morte.

## Contributi
Longomontano portò a conclusione gli studi di Tycho Brahe, interrotti dalla sua morte prematura. Mentre le osservazioni astronomiche erano sostanzialmente complete, occorreva processare i dati per calcolare le orbite planetarie e scrivere un trattato che presentasse i risultati in modo organico e sistematico.
Nel 1622 Longomontano completò questo obiettivo pubblicando l'Astronomia Danica, un trattato che ebbe ampia diffusione anche grazie a due ristampe nel 1643 e nel 1663. Le Tabulae danicae, associate al libro, descrivevano il moto dei pianeti con accuratezza confrontabile a quella delle Tabulae Rudolphinae di Keplero. 
Il re Cristiano IV di Danimarca, al quale era dedicato il trattato ricompensò Longomontano con il canonicato di Lunden nello Schleswig.
Longomontano si scostò da Tycho in un solo dettaglio importante: egli ammise la rotazione della Terra su sé stessa, eliminando la necessità di una rotazione giornaliera della volta celeste. Per il resto Longomontano non fu un pensatore particolarmente originale. I suoi risultati estremamente accurati erano frutto soprattutto della sua capacità di calcolo, in cui egli si avvalse anche dei logaritmi. Le sue ricerche in matematica, poi, furono orientate alla quadratura del cerchio, un problema di cui si illuse di aver trovato la soluzione.

## Opere

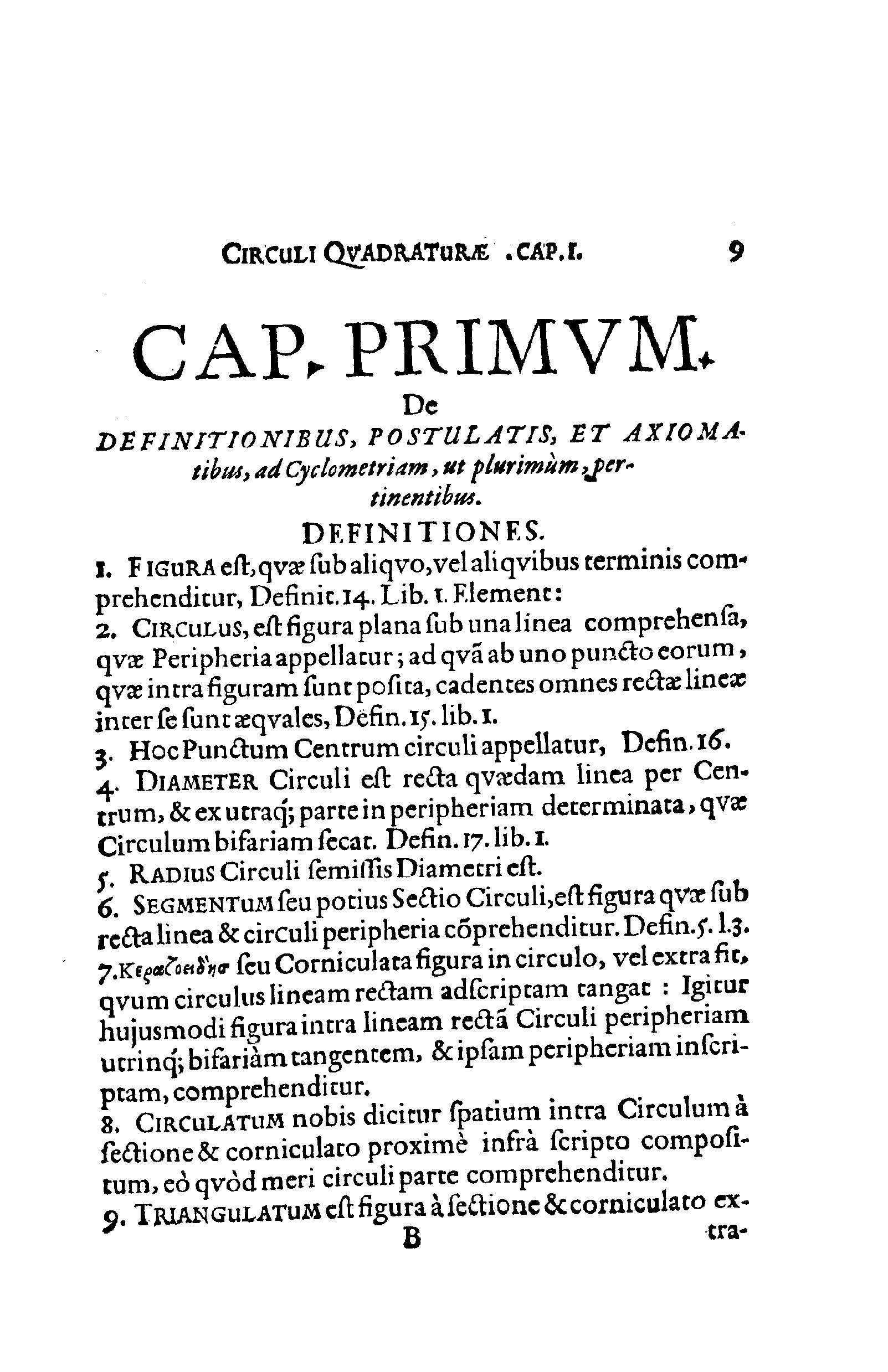
Inventio quadraturae circuli, 1634

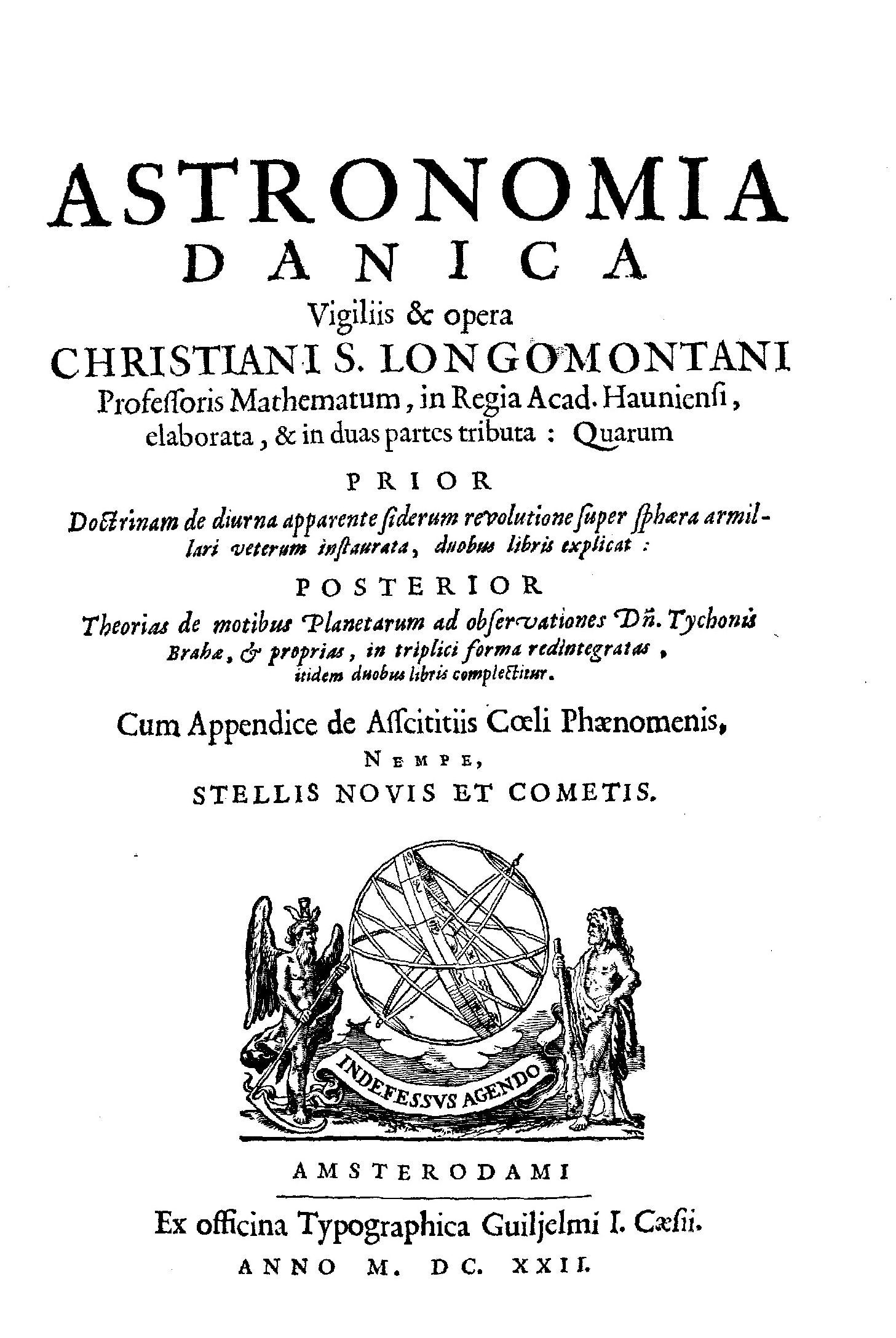
Astronomia Danica, 1622

I suoi principali contributi alla matematica e all'astronomia furono:
- Systematis Mathematici, etc. (1611)
- Cyclometria e Lunulis reciproce demonstrata, etc. (1612)
- Disputatio de Eclipsibus (1616)
- Astronomia Danica, etc. (1622)
- (LA) Astronomia Danica, Amsterdam, Willem Jansz Blaeu, 1622.
- Disputationes quattuor Astrologicae (1622)
- Pentas Problematum Philosophiae (1623)
- De Chronolabio Historico, seu de Tempore Disputationes tres (1627)
- Geometriae quaesita XIII. de Cyclometria rationali et vera (1631)
- Inventio Quadraturae Circuli (1634)
- Disputatio de Matheseos Indole (1636)
- Coronis Problematica ex Mysteriis trium Numerorum (1637)
- Problemata duo Geometrica (1638)
- Problema contra Paulum Guldinum de Circuli Mensura (1638)
- Introductio in Theatrum Astronomicum (1639)
- Rotundi in Plano, etc. (1644)
- Admiranda Operatio trium Numerorum 6, 7, 8, etc. (1645)
- Caput tertium Libri primi de absoluta Mensura Rotundi plani, etc. (1646)

## Dediche
- Gli è stato dedicato dall'astronomo Giambattista Riccioli il cratere Longomontanus sulla superficie della Luna: il cratere si trova opportunamente nei pressi di un altro cratere dedicato a Tycho Brahe.[3]